# 離婚しない男
『離婚しない男』（りこんしないおとこ）は、大竹玲二による日本の漫画作品。『ヤンマガWeb』（講談社）にて、2022年9月21日より2023年7月19日まで連載された。その後、登場人物が変更する形で、続編となる『離婚しない男 CASE2』が『コミックDAYS』（同社）にて2023年10月25日から2025年8月13日まで連載された。
2024年1月より、テレビ朝日系列にてテレビドラマが放送された。

## 登場人物
岡谷渉

岡谷綾香

岡谷心寧

司馬真斗

三砂裕

財田トキ子

栗川満子

竹場ナオミ

松尾乃々佳

## 書誌情報
- 大竹玲二 『離婚しない男』 講談社〈ヤンマガKCスペシャル〉、全3巻
  1. 2023年2月20日発売[6][1]、ISBN 978-4-06-530449-5
  2. 2023年6月20日発売[7]、ISBN 978-4-06-532061-7
  3. 2023年9月20日発売[8]、ISBN 978-4-06-533034-0
- 大竹玲二 『離婚しない男 CASE2』 講談社〈ヤンマガKCスペシャル〉、既刊6巻（2025年6月19日現在）
  1. 2024年2月20日発売[9][10]、ISBN 978-4-06-534346-3
  2. 2024年5月20日発売[11]、ISBN 978-4-06-535651-7
  3. 2024年9月19日発売[12]、ISBN 978-4-06-536974-6
  4. 2024年12月19日発売[13]、ISBN 978-4-06-537997-4
  5. 2025年3月18日発売[14]、ISBN 978-4-06-538931-7
  6. 2025年6月19日発売[15]、ISBN 978-4-06-539958-3

## テレビドラマ
『離婚しない男-サレ夫と悪嫁の騙し愛-』（ - サレおとおよめのだましあい）のタイトルで、2024年1月20日から3月16日までテレビ朝日系「土曜ナイトドラマ」枠にて放送された。主演は伊藤淳史。
なお、本作は鈴木おさむが地上波の連続ドラマで脚本を手掛ける最後の作品である。

### あらすじ（テレビドラマ）
ある日、関東新聞社会部のエース記者・岡谷渉は妻の綾香が男とラブホテルに入る不倫現場を目撃する。この出来事をきっかけに渉は離婚を決意し、愛する娘・心寧の親権を手に入れることを目標とする。しかし、相談した弁護士・財田トキ子からは『母性優先の原則』から父親が親権を得る可能性が極めて低いことを告げられる。渉はそのことから育児実績を上げるためすぐの離婚は避け、キャリアを捨てて在宅勤務を申し出る。そんな絶望の中、渉は探偵・三砂裕と出会い、彼の提案で不倫の証拠を集めることを決意する。渉は裕の協力を得ながら、不倫の確実な証拠を掴み必ず心寧の親権を獲ると決意する。

### キャスト

#### 主要人物
岡谷渉（おかたに わたる）
演 - 伊藤淳史
関東新聞社の社員。早稲田大学を卒業後に新聞社に就職。その後元アイドルの綾香と結婚する。ある日、綾香が不倫していることを知ってしまう。
高校時代に父親がマサトの母と不倫していたことを、社会人になってからマサトから聞かされる。

#### 岡谷家
岡谷綾香（おかたに あやか）
演 - 篠田麻里子
渉の妻。専業主婦。元アイドル。平成7年3月11日生まれ。旧姓は瀬田で、長女である。
小学生の一人娘・心寧を芸能界にデビューさせることに心血を注いでいる。その理由は昔のアイドル仲間への嫉妬だったと、渉に明かす。欲と見栄とプライドで生きてきたことを反省する。
岡谷心寧（おかたに ここね）〈7〉
演 - 磯村アメリ
渉と綾香の一人娘。ポールサニープロダクションでレッスンをしている。
渉が離婚を考えて「お父さんとお母さん、離れ離れになるかもしれない。どっちといたい？」と聞かれた時に、「ママとパパと両方といたい」と話している。
岡谷おさむ〈0〉
渉と綾香の息子。実は綾香がマサトと不倫して、妊娠した時の子供である。

#### 芸能事務所ポールサニープロダクション
司馬マサト（しば マサト） / 大喜昌人（おおき まさと）
演 - 小池徹平（高校時代：きづき）
業界最大手芸能事務所の統括マネージャー。綾香の不倫相手。
その実は渉の高校の同級生だった。
ストレスが溜まると、歯で爪を噛む癖がある。
整形している。
学生時代は友人が少なく、陰キャだと自認している。渉が「勉強はできた。先生が唸るほど」というぐらい成績優秀だった。大学進学を考えたが、実家の事情により諦める。
両親は昔から仲が良く、生活は裕福。父の会社が倒産したのを機に両親の会話が減り、父から離婚を切り出された。父によると「母さんは俺たちを裏切って、他に好きな人ができたんだ」と明かされる。ある日マサトが母を尾行すると、知らない男と落ち合って、マサトには見せない笑顔をしていた。その男は渉の父・茂だった。
母に「許せない。死んじゃえばいいのに」とメールをすると、翌日母から「ごめんね」とメールが来た。嫌な予感がして母の様子を見に行くと、遺書を残して自殺していたのを目撃する。
母が亡くなってから、渉や茂を許せなくなった。そこから積年の恨みを抱くようになる。
ある日渉が大学を出て新聞社に入り、その後元アイドルの女性と結婚したということが耳に入り、更に許せず渉の全てを奪ってやろうと考える。
部下の千里に縄で拘束され、ナイフで刺される。
森野千里（もりの ちさと）
演 - 玉田志織
マサトの部下。綾香に嫉妬にも似た感情を抱いている。
スマートフォンにマサトのGPSが入っている。
マサトから「クズ」と言われ、今まで溜め込んでいた感情が抑えきれず、ナイフでマサトの体を刺す。
大洗美子（おおあらい みこ）
演 - 観月ありさ（第8話）
社長。長らく海外にいたが一時帰国してきた。

#### 周辺人物
三砂裕（みさご ゆう） / ヒロシ
演 - 佐藤大樹（EXILE / FANTASTICS）（幼少期：木村優来）
財田法律事務所と業務提携している探偵。渉とバディを組み綾香の不倫の証拠を集める。実は財田トキ子の生き別れの実子ヒロシだった。
財田トキ子（たからだ トキこ）
演 - 水野美紀
財田法律事務所の代表弁護士。離婚裁判、親権事案において日本有数の解決実績を誇る敏腕。また、勝てない戦いはしない。
竹場ナオミ（たけば ナオミ） / 八乙女蘭（やおとめ らん）
演 - 藤原紀香（友情出演）（第5話 - 第7話）
渉と綾香が住むマンションの隣の部屋にマサトの後に引っ越してきた謎多き美女。実は官能小説家。
夫の不倫によって大きなショックを受け、渉を頼るようになる。無事夫との離婚も成立し、マンションも引っ越していく。
梅比良梓（うめひら あずさ）
演 - 浅川梨奈（第6話 - 第8話）
スーパーで渉が手にしたタイムセールの特売品肉を奪った高校生。ひとり親家庭で育ったため、夫婦仲の危機を敏感に感じ取ることができ、公園での心寧の様子をみて渉夫婦もそうではないかと察する。実はマサトが千里に手配させて仕込んだ女優。
孝弘
演 - 高橋克典（第8話・最終話回想）
財田トキ子の元夫。妻にハニートラップを仕掛けて浮気させ、離婚時に子供の親権を得た。

#### ゲスト

##### 第1話
岡谷茂（おかたに しげる）
演 - 利重剛（第6話 - 最終話）
渉の父親。せっかく差し入れた手作りの料理を、嫁の綾香に「味が濃い」という理由で躊躇なく捨てられてしまう。
実はかつてマサトの母と不倫しており、それが原因で家庭が崩壊したマサトが岡谷家を深く恨むようになったのだった（最終話）。
マサトの母には「別れて（マサトの母と）結婚する」と話していた。
東野
演 - 市川しんぺー
関東新聞社・社会部の部長。
西木
演 - 馬場良馬
関東新聞社で岡谷渉の後輩。妻が専業主婦の渉が在宅勤務になることを不思議に思う。

##### 第2話
弁護士
演 - 瓜生和成（役名：玉野英夫）、久保田武人、みずと良、畠山明子
渉が離婚相談に訪れた弁護士たち。娘の親権を取るのは無理だと全員に追い返されてしまう。

##### 第3話
コイ
演 - 安斉かれん
綾香が組んでいたアイドルデュオ「コイラム（KOIRAM）」の相方。写真を撮って綾香とマネージャーの仲を告発する。
美香
演 - 杉浦幸
綾香の母。スナック「蝶」のママ。
村西
演 - 西原誠吾
コイラムのマネージャー。綾香と付き合っていた。
スナック「蝶」の客
演 - 千代田信一
綾香が高校時代にアイドルを目指していた頃、スナック「蝶」に来ていた客。
演 - 松本哲也
綾香がアイドルを辞めた後に「蝶」を手伝っていた時の客。綾香がアイドル時代の相方の名前を源氏名にしていることをからかうなど、やたらと絡む。

##### 第4話
マサトの母
演 - 相築あきこ（第5話 - 第7話・最終話）
司馬マサトの母。
夫とは仲が良かったが、夫の会社が倒産してからは会話が減る。その後渉の父・茂と不倫する。
マサトが高校生の時に遺書を残し、自宅で自殺した。
店員
演 - 鳥居みゆき、松山テサ
渉と財田、三砂が会食したシュラスコ店の店員。

##### 第5話
マサトの父
演 - 福澤重文（第7話）
離婚後はマサトと同居していた。
先生
演 - 今村裕次郎
渉の高校生時代の教師。渉が早大に合格したことを喜ぶ。

##### 第6話
美里（みさと）
演 - 川瀬莉子
渉が高校生の頃に恋をした女性。

##### 第7話
スタッフ
演 - 花柳のぞみ、阿岐之将一
竹場ナオミ（八乙女蘭）が執筆のために予約したホテルのスタッフ。

##### 第8話
男性
演 - ジャッキーちゃん
自転車で綾香に体当たりしようとした男性。渉がかろうじて助けた。

##### 最終話
早乙女（さおとめ）
演 - 白濱亜嵐
渉の部屋の隣に越してきた男性。首に鈴をつけている。引っ越しの際、実家で採れた卵を岡谷家に渡した。

### スタッフ
- 原作 - 大竹玲二『離婚しない男』（講談社ヤングマガジンKC）[5]
- 脚本 - 鈴木おさむ[5]
- 音楽 - ワンミュージック[48]
- 主題歌 - WOLF HOWL HARMONY「Frozen Butterfly」（rhythm zone）[49]
- 挿入歌 - 数原龍友「最後の雨」（rhythm zone）[50]
- 演出 - 木村ひさし、吉川祐太、竹園元（テレビ朝日）[5]
- ゼネラルプロデューサー - 服部宣之（テレビ朝日）[5]
- プロデューサー - 浜田壮瑛（テレビ朝日）、長谷川晴彦（KADOKAWA）、平体雄二（スタジオブルー）[5]
- 制作協力 - スタジオブルー[5]
- 制作著作 - テレビ朝日[5]

### 放送日程
| 話数                                                         | 放送日  | サブタイトル                         | 演出       | 視聴率 |
| ------------------------------------------------------------ | ------- | ------------------------------------ | ---------- | ------ |
| 第1話                                                        | 1月20日 | あんたがしてくれなくても             | 木村ひさし | 3.6%   |
| 第2話                                                        | 1月27日 | 不機嫌な鈴の音                       | 木村ひさし |        |
| 第3話                                                        | 2月03日 | ソファ上の恋人たち、ソファ下のサレ夫 | 吉川祐太   |        |
| 第4話                                                        | 2月10日 | 上からアヤカ…下からワタル…           | 吉川祐太   |        |
| 第5話                                                        | 2月18日 | 不適切にもドアノブにパンティーがある | 木村ひさし |        |
| 第6話                                                        | 2月24日 | Eye Love 鈴                          | 竹園元     |        |
| 第7話                                                        | 3月02日 | パイ&パイ～本当の裏切り者            | 竹園元     |        |
| 第8話                                                        | 3月09日 | あなたがしてくれたら                 | 木村ひさし |        |
| 最終話                                                       | 3月16日 | 僕たち別れなきゃダメですか?          | 木村ひさし |        |
| （視聴率はビデオリサーチ調べ、関東地区・世帯・リアルタイム） |         |                                      |            |        |

- 第3話は『開局65周年記念 サッカーAFCアジアカップカタール 準々決勝  日本× イラン』中継（20時 - 22時35分）に伴う特別編成の関係で5分繰り下げられ、23時35分 - 翌0時5分に放送された。
- 第5話は『テレビ朝日開局65周年記念 MC芸人・奇跡の一夜 よくぞ集まったSP!!』（19時 - 22時52分）に伴う特別編成の関係で30分繰り下げられ、翌0時 - 0時30分に放送された。
- 最終話は23時 - 翌0時の30分拡大放送。

| テレビ朝日系列 土曜ナイトドラマ          | テレビ朝日系列 土曜ナイトドラマ                                 | テレビ朝日系列 土曜ナイトドラマ                                          |
| 前番組                                   | 番組名                                                          | 次番組                                                                   |
| ---------------------------------------- | --------------------------------------------------------------- | ------------------------------------------------------------------------ |
| 泥濘の食卓 （2023年10月21日 - 12月16日） | 離婚しない男 -サレ夫と悪嫁の騙し愛- （2024年1月20日 - 3月16日） | 6秒間の軌跡 〜花火師・望月星太郎の2番目の憂鬱 （2024年4月13日 - 6月8日） |